# Triatlo nos Jogos Sul-Americanos de 2010
As competições de triatlo nos Jogos Sul-Americanos de 2010 ocorreram entre 24 e 26 de março na cidade de Guatapé. Oito eventos foram disputados.

## Calendário
| Março   | 17 | 18 | 19 | 20 | 21 | 22 | 23 | 24 | 25 | 26 | 27 | 28 | 29 | 30 | T |
| ------- | -- | -- | -- | -- | -- | -- | -- | -- | -- | -- | -- | -- | -- | -- | - |
| Triatlo |    |    |    |    |    |    |    | 4  |    | 4  |    |    |    |    | 8 |

## Medalhistas
Masculino
| Evento                         | Ouro                                                                                 | Prata                                                                      | Bronze                                                            |
| Triatlo rápido individual      | Jorge Luciano Farias ARG Argentina                                                   | Henrique Siqueira BRA Brasil                                               | Óscar Preciado Bohorques COL Colômbia                             |
| Triatlo rápido por equipes     | Ricardo Cardeno Restrepo Óscar Preciado Bohorques Hernán Rubiano Valero COL Colômbia | Lautaro Díaz Sebriano Jorge Luciano Farias Gonzalo Tellechea ARG Argentina | Carlos Enrique Pérez Gabriel Rojas Alberto Urdaneta VEN Venezuela |
| Distância olímpica individual  | Diogo Martins BRA Brasil                                                             | Jorge Arias Suárez COL Colômbia                                            | Óscar Preciado Bohorques COL Colômbia                             |
| Distância olímpica por equipes | Jorge Arias Suárez Óscar Preciado Bohorques Hernán Rubiano Valero COL Colômbia       | Jorge Luciano Farias Luciano Taccone Gonzalo Tellechea ARG Argentina       | Diogo Martins Bruno Matheus Henrique Siqueira BRA Brasil          |

Feminino
| Evento                         | Ouro                                                                             | Prata                                                                             | Bronze                                                                            |
| Triatlo rápido individual      | Barbara Riveros Díaz CHI Chile                                                   | María Morales Rendón COL Colômbia                                                 | Elizabeth Bravo Iniguez ECU Equador                                               |
| Triatlo rápido por equipes     | Carolina Grimaldo Jiménez María Morales Rendón Mayra Vargas Vallejo COL Colômbia | Elizabeth Bravo Iniguez Karina Navarrete Dueñas Diana Vizcarra Montes ECU Equador | Favia Díaz Fuentes Barbara Riveros Díaz Pamela Tastets Ceppi de Lecco CHI Chile   |
| Distância olímpica individual  | Barbara Riveros Díaz CHI Chile                                                   | María Morales Rendón COL Colômbia                                                 | Carolina Grimaldo Jiménez COL Colômbia                                            |
| Distância olímpica por equipes | Carolina Grimaldo Jiménez María Morales Rendón Mayra Vargas Vallejo COL Colômbia | Favia Díaz Fuentes Andrea Longueira Contreras Barbara Riveros Díaz CHI Chile      | Elizabeth Bravo Iniguez Karina Navarrete Dueñas Diana Vizcarra Montes ECU Equador |

## Quadro de medalhas
| Ordem | País      | Medalha de ouro | Medalha de prata | Medalha de bronze | Total |
| ----- | --------- | --------------- | ---------------- | ----------------- | ----- |
| 1     | Colômbia  | 4               | 3                | 3                 | 10    |
| 2     | Chile     | 2               | 1                | 1                 | 4     |
| 3     | Argentina | 1               | 2                |                   | 3     |
| 4     | Brasil    | 1               | 1                | 1                 | 3     |
| 5     | Equador   |                 | 1                | 2                 | 3     |
| 6     | Venezuela |                 |                  | 1                 | 1     |
| TOTAL | TOTAL     | 8               | 8                | 8                 | 24    |